# Spagnolo dominicano
Lo spagnolo dominicano oltre alle caratteristiche generali dello spagnolo latinoamericano,  ha le seguenti caratteristiche:
- parole tipiche dominicane:
  - aguaje: presunzione
  - alante: sta per adelante, avanti
  - bembe/bemba: labbra grosse, (della minoranza nera)
  - can: festa, o caos derivante da essa.
  - canchanchán: compagno, complice
  - cepillo: maggiolino della Volkswagen
  - con-con: riso abbrustolito che si crea generalmente sul fondo della pentola quando lo si cucina
  - dar carpeta: rompere l'anima
  - dizque: equivale a se dice (si dice), ed è usato per esprimere dubbio su quello che si sta dicendo
  - fulano, perensejo y sutanejo: tizio, caio e sempronio
  - grajo: puzza di ascelle
  - jamona: donna nubile oltre i trent'anni, zitella
  - león: persona con doti eccezionali
  - macuteo: "mancia" che si dà ai poliziotti o ad altri funzionari pubblici per non essere molestati
  - pava: sonnellino (echar una pava)
  - pajaro: omosessuale
  - quillarse: arrabbiarsi
  - sobasco: ascella
  - tiguere: persona che sa tutto, persona che sa come cavarsela in tutte le situazioni, delinquente
  - trastes: piatti e tutto quello che si lava insieme a loro
  - toyo: cosa mal fatta
  - yeyo: forte giramento di testa
  - vaina: equivale allo spagnolo cosa (cosa)
- americanismi: sono frutto delle varie dominazioni nordamericane che il paese ha subìto:
  - guachimán: poliziotto privato adibito alla vigilanza (da watchman)
  - pana: amico (da partner)
  - pariguayo: cafone, sfigato (da party watcher)
  - vaguada: piogge intense (da bad weather)
- arcaismi:
  - dentrar invece di entrar, entrare
- Eredità della lingua taína
  - Quisqueya: è il nome che i taini davano all'isola, e si usa, prevalentemente in maniera letteraria, per indicare il paese